# 堀金蒼平
堀金 蒼平（ほりかね そうへい、1997年8月31日 - ）は日本の男性声優。ラクーンドッグ所属。高知県出身。

## 来歴
マウスショップで2020年3月9日まで勤務していた。
プロ・フィット声優養成所卒。2022年7月15日、ラクーンドッグ所属（預かり）。

## 人物
- 趣味 - カラオケ、筋トレ[2]
- 特技 - 卓球、柔軟、ブリッジ[2]
- 資格 - 普通自動車第一種運転免許（AT限定）、ビジネス著作権検定ベーシック[2]

## 出演

### テレビアニメ
2022年
- アオアシ（三ツ矢）

2023年
- AIの遺電子（学生B）
- アンダーニンジャ（NIN幹部4）
- 異世界でチート能力を手にした俺は、現実世界をも無双する〜レベルアップは人生を変えた〜（翔）
- 【推しの子】（スタッフ）
- お嬢と番犬くん（組員、構成員）
- 好きな子がめがねを忘れた（男子生徒）
- スパイ教室
- 聖女の魔力は万能です（少年）
- 聖者無双〜サラリーマン、異世界で生き残るために歩む道〜（冒険者）
- D4DJ All Mix（男性客）
- ひきこまり吸血姫の悶々（第六部隊員）
- 豚のレバーは加熱しろ（若い衆、警備、客たち）
- もののがたり（塞眼） - 第二章

2024年
- 異修羅（狙撃手）
- 望まぬ不死の冒険者（冒険者）
- マッシュル-MASHLE- 神覚者候補選抜試験編（生徒）
- ループ7回目の悪役令嬢は、元敵国で自由気ままな花嫁生活を満喫する（騎士）
- Re:Monster（ゴブリンたち）
- 夜桜さんちの大作戦（太陽の友人A、敵、男子生徒B、警備員、部下 他）
- 黒執事 -寄宿学校編-（学生）
- 声優ラジオのウラオモテ（男、男性ファン）
- パズドラ（2024年 - 2025年、男性ファン、フロスト、ハイニー）
- 鬼滅の刃 柱稽古編
- WIND BREAKER
- 黄昏アウトフォーカス（男子部員）
- 魔王軍最強の魔術師は人間だった（兵士B）
- 時々ボソッとロシア語でデレる隣のアーリャさん（生徒）
- 異世界ゆるり紀行 〜子育てしながら冒険者します〜（ギルド職員）
- 小市民シリーズ（男子）
- アオのハコ（2024年 - 2025年、部員、生徒）
- 2.5次元の誘惑（カメコA）
- 村井の恋（男子生徒）
- アクロトリップ（男子クラスメイト）
- ダンジョンに出会いを求めるのは間違っているだろうかV 豊穣の女神篇（団員）
- やり直し令嬢は竜帝陛下を攻略中（受験生B）
- 魔王2099（男子生徒）
- 星降る王国のニナ（側近、側近1）

2025年
- どうせ、恋してしまうんだ。
- 凍牌〜裏レート麻雀闘牌録〜（運営者）
- トリリオンゲーム（桜の元仲間）
- グリザイア:ファントムトリガー（CIRF隊員B）
- 紫雲寺家の子供たち（男子生徒B）
- 最強の王様、二度目の人生は何をする?（男子生徒）
- ロックは淑女の嗜みでして（男客）
- 薫る花は凛と咲く（大内晶、千鳥生徒）
- ぬきたし THE ANIMATION（モブ）
- ガチアクタ（ハンバーガー屋の客）

時期未発表
- 顔に出ない柏田さんと顔に出る太田君（佐田君）

### 劇場アニメ
- 映画 ねこねこ日本史 〜龍馬のはちゃめちゃタイムトラベルぜよ!〜（2020年）
- 劇場版ハイキュー!! ゴミ捨て場の決戦（2024年、応援団）
- 劇場版 鬼滅の刃 無限城編 第一章 猗窩座再来（2025年）

### Webアニメ
- 最後の召喚師 -The Last Summoner-（2023年、男子生徒B、学生B、バンドマン） - 吹き替え
- あんさんぶるスターズ!! 追憶セレクション『クロスロード』（2023年、夢ノ咲男子A）
- りんとらわーるど（2025年、レジスタンスの少年[26]）

### ゲーム
2022年
- メイプルストーリー（ダークナイト〈男〉、クロスボウマスター〈男〉）
- アラド戦記（大天使ミカエル、マイスター・オードリューズ、悪童スワン）
- ポケモンメザスタ（マサヒロ）

2023年
- リスト118（カン）
- 信長の野望 出陣（2023年 - 2025年、佐々木小次郎、島津豊久）
- フィッシュアイランド リヴァイブ（男主人公）

2024年
- ブラウンダスト2（ボリス・アル・ロテイン）
- ユニコーンオーバーロード（傭兵（タイプC）/ NPC）
- Library of Ruina（フィン）
- 18TRIP（畔川幾成）
- ゴーヘルゴー つきおとしてこ（8246〈やつしろ〉）
- ペルソナ3 リロード
- Life is Strange: Double Exposure（レジー・ケイガン）
- プロジェクトセカイ カラフルステージ! feat. 初音ミク

### ドラマCD
- アークナイツ 3周年記念ドラマCD「ウルサスの子供たち」（2023年）

### BLCD
- 教室を出たら俺のモノ（2023年、男子[41]）
- 純情でなにが悪い（2023年、はじめの元カレ2、同級生1）
- この手を離さないで 2（2024年、男子学生[42]）
- どうしようもない、ぼくの初恋。（2024年）[43]
- 南くんはその声に焦らされたい2（2024年、南の友人[44]）
- キスは番にひざまずく（2024年、深月零[45]）
- お前のほうからキスしてくれよ（2025年）[46]

### ボイスコミック
- 悪魔の擬態（2022年、ダミアノ・カラーチェ）
- どうしようもない、ぼくの初恋。（2022年、沢口[47]）
- 愛するあなたと恋するきみが（2023年、コースケ[48]）
- ストロベリームーン（2023年、カワケン[49]）
- Will be（2023年、眼鏡兵[50]）
- あおざくら 防衛大学校物語（2023年、松平容介[51]）
- 【急募】猜疑王の契約王妃（※短期のお仕事です）（2023年、ジャック[52]）
- 大門寺と問題児（2024年、金次郎[53]）
- 「呪いの子」と虐げられた令嬢は氷の伯爵に溺愛される（2024年、グラウィス・ノックス[54]）

### ラジオ・動画
※はインターネット配信。
- 営業部のエースが今日も寝かせてくれない（2023年、YouTube※）[55]

### 朗読劇
- ボイスコミックライブ 「マーガレット」「別冊マーガレット」創刊60周年記念公演『月のお気に召すまま』（2024年5月18日、池袋HUMAXシネマズ） - 滝島月 役（代役）[56][注釈 1]
- 朗読劇フォアレーゼン〜太陽が、痛いほどいっぱい〜（2024年6月9日、沼津市民文化センター 大ホール） - マリオ、男爵 役[58]

### その他コンテンツ
- バンダイ LINK TRAVELERS-リンクトラベラーズ- 〜機械に支配された世界編〜 PV（2025年、レジスタンスの少年[59]）
- モンスターストライク バサラ獣神化・改 SPECIAL MOVIE（2025年、ビカラ[60]）

## ディスコグラフィ

### キャラクターソング
| 発売日         | 商品名                                                                                  | 歌                                         | 楽曲                               | 備考                               |
| -------------- | --------------------------------------------------------------------------------------- | ------------------------------------------ | ---------------------------------- | ---------------------------------- |
| 2024年7月3日   | 18TRIP 'HAMA Nice Trip' -Ev3ns-                                                         | Ev3ns                                      | 「Scarlet Scars」                  | ゲーム『18TRIP』オープニングテーマ |
| 2024年7月10日  | 18TRIP 'HAMA Nice Trip' -Ev3ns-                                                         | Ev3ns                                      | 「Ex-Emo」                         | ゲーム『18TRIP』エンディングテーマ |
| 2024年7月31日  | 18TRIP 'グッドラック'                                                                   | HAMAツアーズ                               | 「Shall we travel?」               | ゲーム『18TRIP』エンディングテーマ |
| 2024年9月4日   | 18TRIP Omotenashi Duet! #01                                                             | 畔川幾成（堀金蒼平）、百目鬼潜（矢田悠祐） | 「セキララ」                       | ゲーム『18TRIP』関連曲             |
| 2024年12月11日 | 青春ロック!! シリーズ1stシーズン ドラマCD【KACHIWARI MONSTER】 Vol.1 KACHIWARI MONSTER  | KACHIWARI MONSTER                          | 「浪漫飛行」 「KACHIWARI MONSTER」 | 『ハレオト』関連曲                 |
| 2025年3月12日  | 青春ロック!! シリーズ1stシーズン ドラマCD【KACHIWARI MONSTER】 Vol.2 君に恋する春が来た | KACHIWARI MONSTER                          | 「小さな恋のうた」 「サクラ未来」  | 『ハレオト』関連曲                 |